# ویاچسلاو اشتیروف
ویاچسلاو اشتیروف (روسی: Вячеслав Анатольевич Штыров؛ زادهٔ ۲۳ مهٔ ۱۹۵۳) تاجر و سیاست‌مدار اهل کشور روسیه است. وی از سال ۲۰۰۲ تا ۲۰۱۰ رئیس جمهور جمهوری یاقوتستان است.